# Fluometuron
Fluometuron ist eine chemische Verbindung aus der Gruppe der Phenylharnstoffe. Sie wurde 1960 von Ciba (jetzt Syngenta) als Herbizid eingeführt.

## Gewinnung und Darstellung
Fluometuron kann ausgehend von Toluol gewonnen werden. Dieses wird photochloriert und anschließend zu Benzotrifluorid fluoriert. Dieses wird nitriert und danach hydriert. Das Zwischenprodukt 3-Aminobenzotrifluorid reagiert nun mit Phosgen und Dimethylamin zu Fluometuron.

## Verwendung

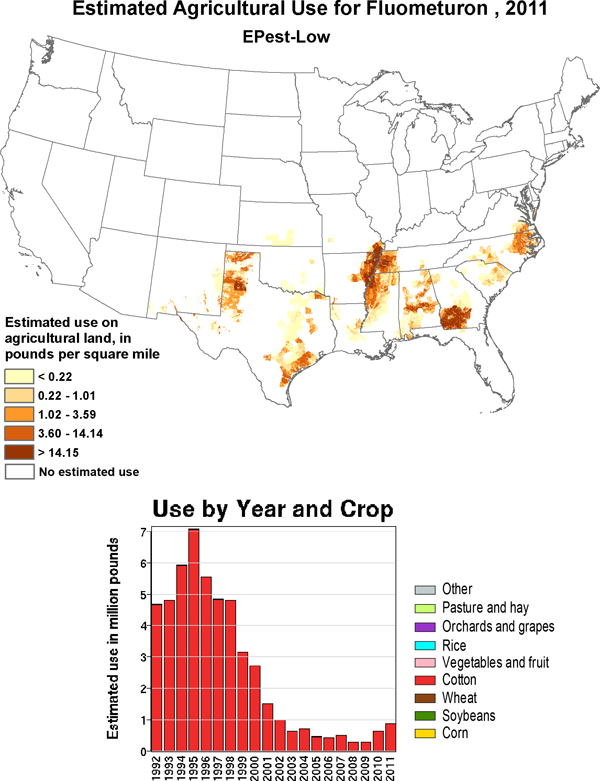
Geschätzte Ausbringungsmenge in den USA 2011

Fluometuron wird als selektives, systemisches Herbizid im Baumwoll- und Zuckerrohranbau verwendet. In den USA wurden 2011 (ausschließlich im Baumwollanbau) etwa 400 t verbraucht.
Es wirkt durch Hemmung des Photosystem II, daneben wird auch die Carotinoid-Biosynthese blockiert.

## Zulassung
In einigen Staaten der EU sind Pflanzenschutzmittel mit diesem Wirkstoff zugelassen, nicht jedoch in Deutschland, Österreich oder der Schweiz.